# Flugzeugträger B
El Flugzeugträger B (en alemán portaaviones B) hubiera sido el segundo portaaviones de la Kriegsmarine, gemelo del Graf Zeppelin, sin embargo, su construcción fue cancelada en septiembre de 1939.
El contrato para la construcción del buque, fue firmado con los astilleros Friedrich Krupp Germaniawerft de Kiel en 1938, planeándose su botadura el 1 de julio de 1940. El casco nunca fue botado, y su construcción fue detenida el 19 de septiembre de 1939. El desguace del incompleto portaaviones comenzó el 28 de febrero de 1940, iniciando así un proceso que duró cuatro meses.
La Kriegsmarine nunca llegó a dar nombre al buque debido a su tradición de asignar el nombre al buque en su botadura y no antes, por lo que solo tuvo la designación "B" ("A" fue la designación del Graf Zeppelin hasta su botadura). De haber llegado a completarse, hubiera recibido el nombre de Peter Strasser en honor al comandante en jefe de la División Naval de Dirigibles (Marine-Luftschiff-Abteilung) durante la Primera Guerra Mundial Korvettenkapitän Peter Strasser. Pero el nombre nunca fue confirmado.